# Донијел Мален
Донијел Мален (хол. Donyell Malen) је холандски професионални фудбалер који игра на позицији нападача за бундеслигашки клуб Борусија Дортмунд и репрезентацију Холандије. Мален је професионалну каријеру започео у ПСВ Ајндховену. На омладинском нивоу је такође наступао за Ајакс и Арсенал.

## Играчка каријера

### Клубови
Мален је производ школе холандског фудбалског клуба Ајакс. За њега су 2015. интересовање показали енглески Манчестер јунајтед и Челси, али је Донијел одабрао лондонски Арсенал, пошто су му идоли били Денис Бергкамп и Тијери Анри који су играли за Тобџије. У Енглеској је играо за омладинске селекције клуба и чак је неколико пута био укључен у састав за првенствене утакмице, али није изашао на терен. У лето 2017. Мален се вратио у домовину, потписавши уговор са ПСВ-ом. Да би стекао играчку праксу, Донијел је почео да игра за резервни тим. 8. септембра, у мечу против Ајндховена, дебитовао је у Ередивизији. Почетком 2018. Мален је уврштен у главни списак тима. 3. фебруара, у мечу против Зволеа, дебитовао је у Ередивизији, заменивши Луука де Јонга у другом полувремену. У својој дебитантској сезони, Мален је постао шампион Холандије. Донијел је 14. септембра 2019. у мечу против Витеса постигао пента-трик.
Мален је 27. јула 2021. прешао у Борусију Дортмунд, потписавши уговор до 2026. године. 14. августа у утакмици против Ајнтрахта из Франкфурта дебитовао је у Бундеслиги. 28. септембра, у утакмици Лиге шампиона против Спортинга из Лисабона, Донијел је постигао свој први гол за Борусију. У реваншу је поново постигао погодак, а постигао је и у оквиру надигравања турском Бешикташу. У Лиги Европе 2021/2022 против шкотских Ренџерса, Мален је постигао голref>„Ренџерс против. Борусије Дортмунд  2:2” (на језику: енглески). soccerway.com. 2022-02-24. Архивирано из оригинала 2022-08-13. г. Приступљено 2022-08-13.</ref>.
У 2024. је постигао гол у утакмици Лиге шампиона против ПСВ-а.

### Репрезентација
Као члан омладинске репрезентације Холандије, 2015. године, Мален је учествовао на Европском првенству за младе у Бугарској. На турниру је играо у мечевима против екипа из Ирске, Енглеске и Италије.
Мален је 2016. године по други пут учествовао на Европском првенству за младе у Азербејџану. На турниру је играо у утакмицама против репрезентација Шпаније, Италије, Србије, Шведске и Португалије.
Мален је 6. септембра 2019. у квалификационој утакмици за Европско првенство 2020. против репрезентације Немачке дебитовао за сениорску репрезентацију Холандије. У истој утакмици постигао је и свој дебитантски гол за репрезентацију.
Мален је учествовао на Европском првенству 2020. На турниру је играо у утакмицама против репрезентација Украјине, Аустрије, Северне Македоније и Чешке.